# Zakuszka

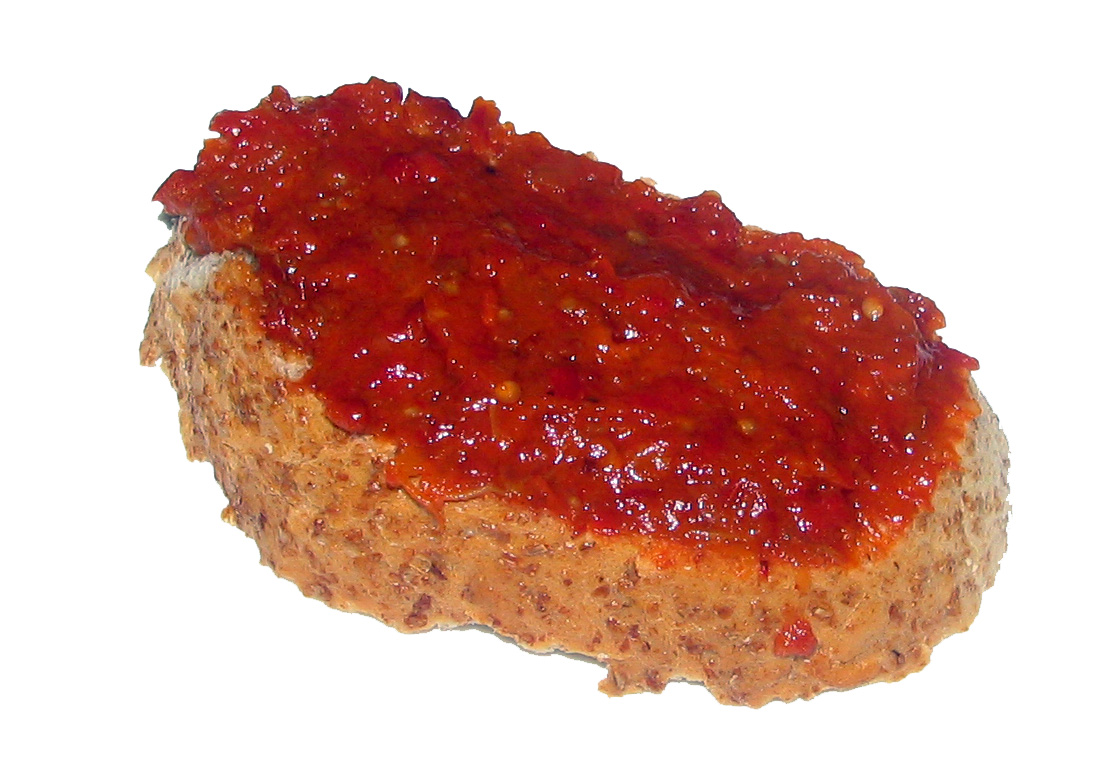
Zakuszka kenyérre kenve

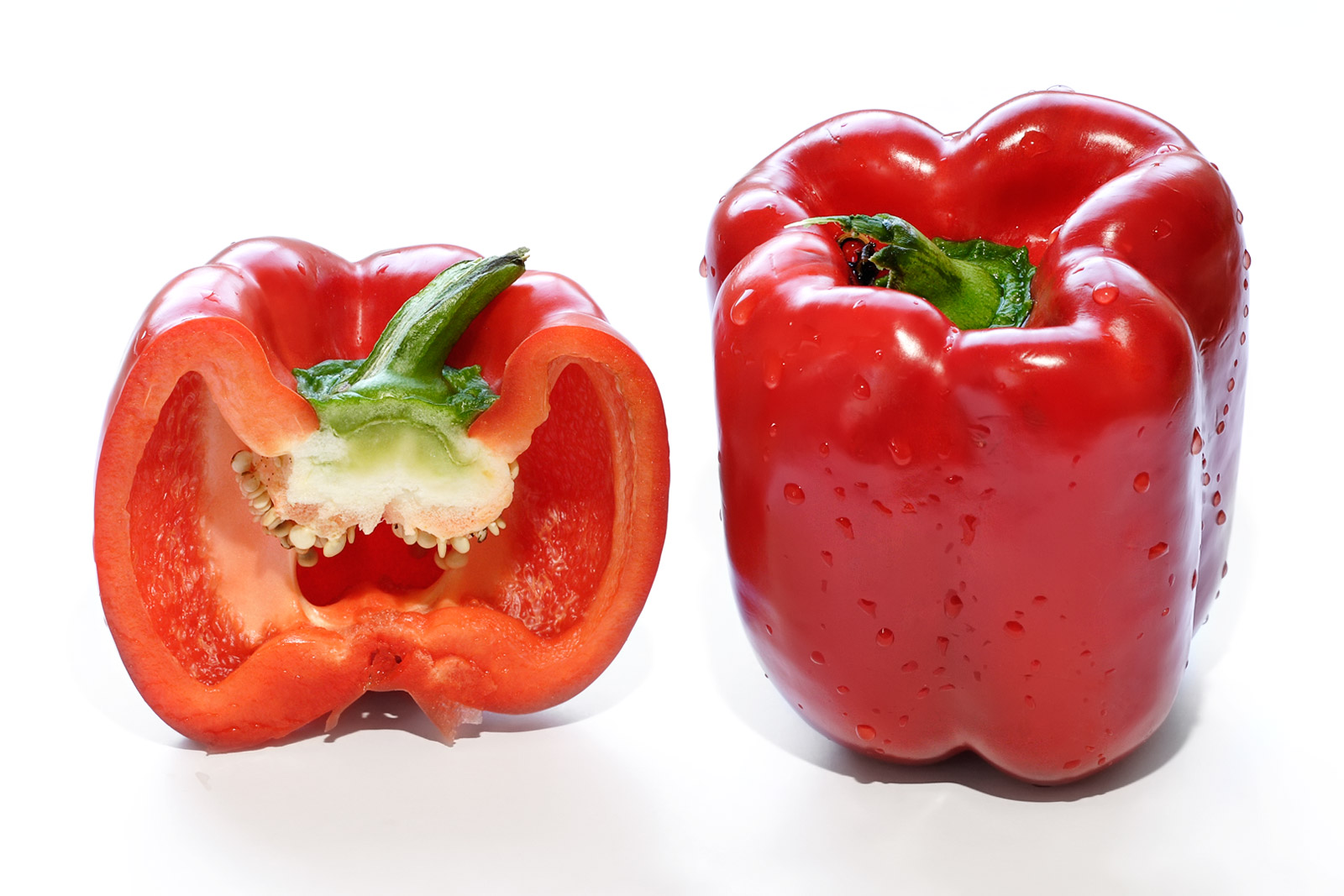
A paradicsompaprika a zakuszka krém alapvető összetevője, a hagymán és a paradicsomon kívül

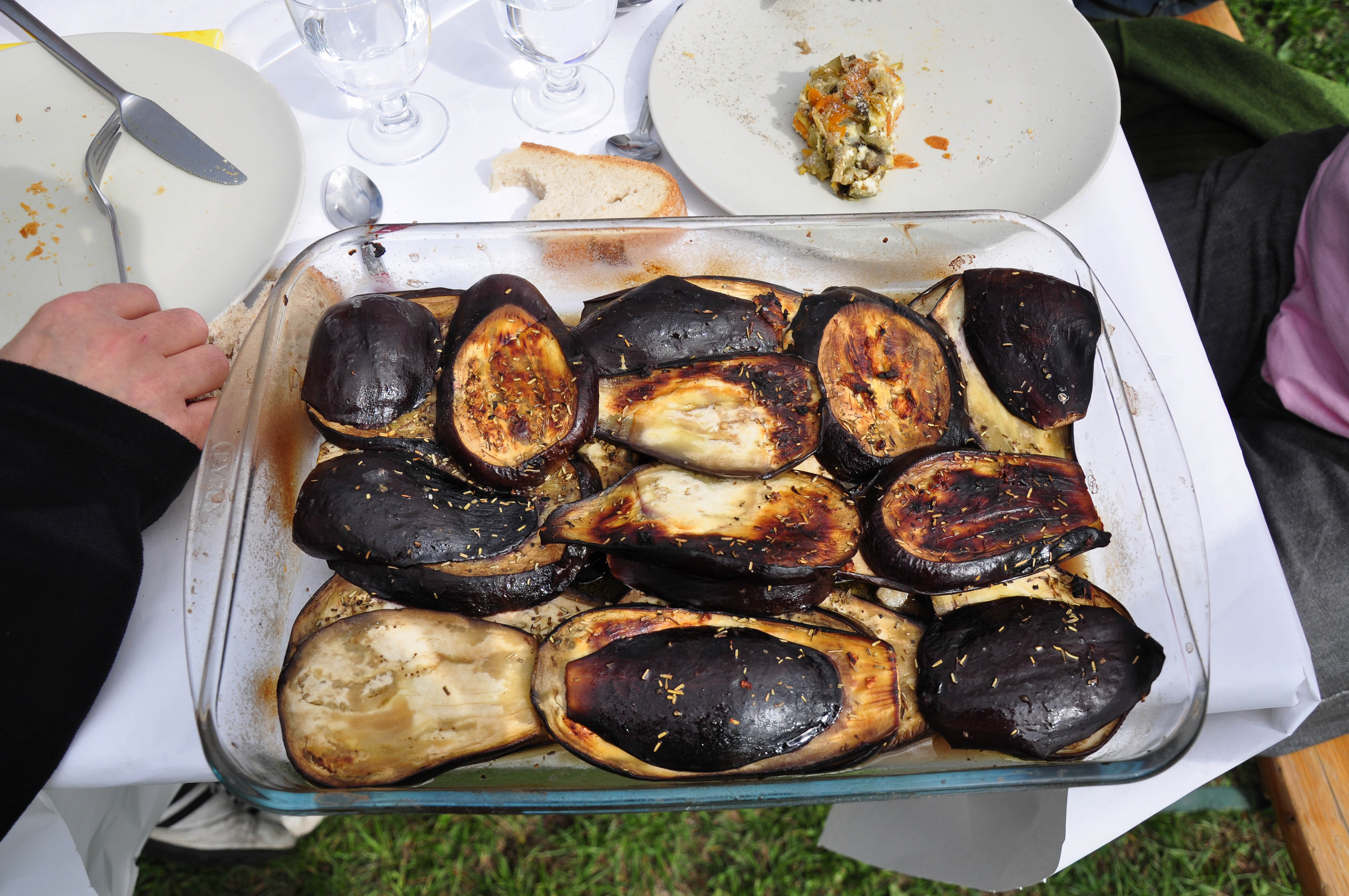
A megsült padlizsánt, nem szabad a húsdarálóba tenni, mert a vastól megfeketedik

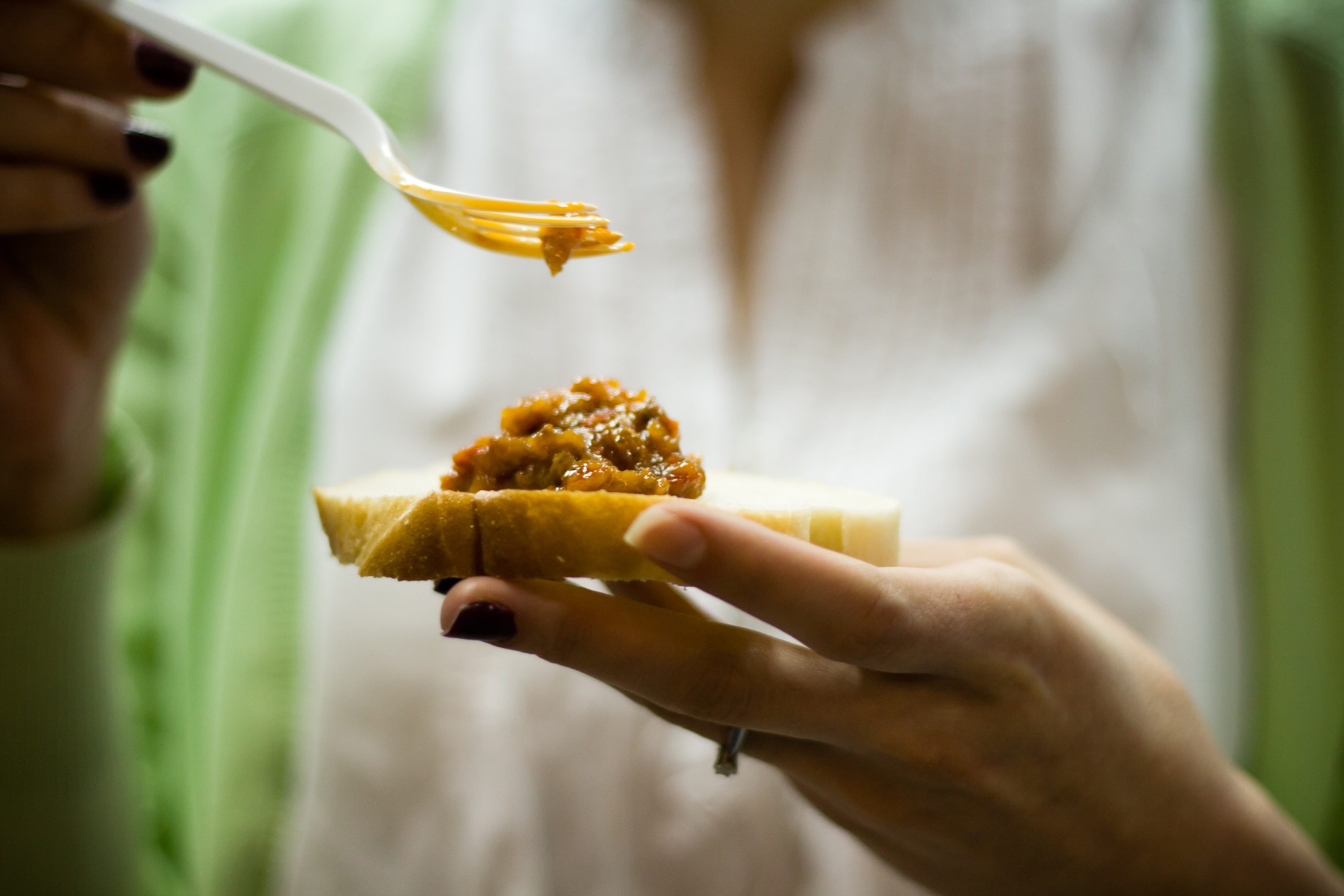
Zakuszka tálalása kenyérre

A zakuszka eredetileg Örményországból vagy Grúziából származó, de Moldován keresztül Erdélybe került és ott igen népszerű, kenyérre kenhető, különféle zöldségekből és paprikából készült krém, amely felhasználható az ételek ízesítésére, illetve tésztaételekhez is hozzáadott mártásként. Az ételízesítésen kívül előételként, szendvicskrémként, salátaként is használja az orosz, bolgár, román, szerb, erdélyi konyha. Néhány változatát gombóccá  összegyúrva készítik el. Erdélyben több fajta zakuszkát is készítenek. Eredetileg a paprikakrémet sült padlizsánnal készítik, de ezt babbal, és erdei gombákkal (főleg rókagombával vagy vargányával) is helyettesíthetik. Íze és formája hasonló a Magyarországon néha kapható kaukázusi, grúz specialitáshoz a padlizsán nélküli Adzsika (Аджика) nevű ételízesítőhöz, bár az erdélyi zakuszkának rengeteg ízváltozata van, hiszen minden erdélyi háziasszony másképp készíti és fűszerezi.

## Elnevezése
Magyarországon szláv eredetű nevén ismert: a закуска (zakuszka) jelentése: harapnivaló, előétel, amely jelentősen élénkíti az étel ízét. Etimológiai szempontból a закусить (zakuszity; harapni vmit) szó befejezett alakja. A nyugati országokban a Hors-d'œuvre (előétel) kategóriába sorolják be.

## Összetevői
Összetevői változatosak. Az erdélyi alaprecept szerinti összetevők: zöldpaprika, kápiapaprika, paradicsompaprika (pritaminpaprika, gogosár-rom:, gogoșar), sűrített paradicsom, padlizsán, vöröshagyma, olaj, ételízesítők. Az említetteken kívül lehet répa, fokhagyma, hal, reszelt uborka, snidling, kapor,  babérlevél, bors, káposzta, bab.

## Elkészítési módja
1. Külön-külön sütőlemezre tesszük a megmosott padlizsánokat és paprikákat. Előbbieket megszurkáljuk egy villával. A zöldségeket a 200 fokra előmelegített sütőbe tojuk. A paprikákat időnként megforgatva addig sütjük, amíg a héjuk megbarnul, majd kivesszük, és alufóliával letakarva 10 percig pihentetjük. A padlizsánokat puhára, sütjük, aztán hagyjuk langyosra hűlni.
2. Lehúzzuk a paprikák héját, kicsumázzuk őket, és eltávolítjuk a magjaikat. A padlizsánt meghámozzuk, majd tegyük késes aprítóba a paprikahússal együtt, dolgozzuk össze, végül szedjük ki a keveréket a készülékből.
3. A megtisztított, felaprított vöröshagymát összetörjük az elmosott aprítógépben, majd 1 ek olajon üvegesre pároljuk. Rátsszük a paprikás padlizsánpépet, és hozzáadjuk a maradék olajat, a paradicsompürével együtt. Egy kevés sóval, borssal, továbbá a borsikafűvel ízesítjük, és közepes lángon, összefőzzük a keveréket, kb. 10 perc alatt. Végül lehúzzuk a tűzről, és hagyjuk langyosra hűlni.
4. Bagettszeletekre kenve, cikkekre vágott koktélparadicsommal és egy-egy petrezselyemlevéllel díszítve kínáljuk.